# Nebojša Zorkić
Nebojša Zorkić, né le 21 août 1961, est un ancien joueur yougoslave de basket-ball, évoluant au poste de meneur.

## Carrière

### Palmarès
- Médaille de bronze aux Jeux olympiques 1984